# Goodyera macrophylla
Goodyera macrophylla Lowe, 1831 è una pianta della famiglia delle Orchidacee, endemica di Madera.

## Descrizione
È un'orchidea terrestre, con fusto eretto, alto sino a 60–70 cm, che presenta una rosetta di 6-9 foglie basali, lanceolate, lunghe sino a 15 cm, e numerose piccole foglie cauline, bratteiformi, lunghe non più di 2,5 cm.

L'infiorescenza è una spiga cilindrica, lunga circa 20 , che raccoglie sino a una sessantina di piccoli fiori biancastri, con sepali laterali aperti, lunghi 8–9 mm e sepalo dorsale fuso assieme ai petali a formare un cappuccio pubescente, che racchiude il gimnostemio. Fiorisce da settembre a novembre.

## Distribuzione e habitat
Goodyera macrophylla è endemica dell'isola di Madera, dove è nota solo in alcune località relativamente inaccessibili della parte centro-settentrionale dell'isola. Cresce nel sottobosco della laurisilva, da 300 a 1.400 m di altitudine.

## Conservazione
Per la ristrettezza del suo areale e la esiguità della popolazione, stimata in non più di una cinquantina di esemplari, la IUCN Red List classifica Goodyera macrophylla come specie in pericolo critico di estinzione (Critically Endangered).